# Ibrahim Jeilan
Ibrahim Jeilan, född 12 juni 1989, är en etiopisk friidrottare som tävlar i långdistanslöpning. 